# Канзас Сити (Канзас)
Канзас Сити (енгл. Kansas City) град је и седиште округа Вајандот у савезној држави Канзас, САД. Канзас Сити је заправо предграђе истоименог града у Мисурију. По попису из 2010, Канзас Сити је имао 145.786 становника, по чему је трећи највећи град у Канзасу (иза Вичите и Оверленд Парка). Канзас Сити је основан 1868, а статус града је добио 1872.
Канзас Сити и округ Вајендот имају заједничку управу која је настала спајањем градске управе и управе округа.

## Географија
Канзас Сити се налази на надморској висини од 265 m.

## Демографија
По попису из 2010. године број становника је 145.786, што је 1.08 (-0,7%) становника мање него 2000. године.
|                   | 2010.            | 2000.            |
| Укупно            | 145 786 (100,0%) | 146 866 (100,0%) |
| Белци             | 58 655 (40,23%)  | 71 870 (48,94%)  |
| Хиспаноамериканци | 40 522 (27,80%)  | 24 639 (16,78%)  |
| Афроамериканци    | 39 080 (26,81%)  | 44 240 (30,12%)  |
| Азијати           | 3 887 (2,666%)   | 2 527 (1,721%)   |
| Остали            | 3 642 (2,498%)   | 3 590 (2,444%)   |

## Партнерски градови
- Линц
- Севиља
- Карловац